# جمهوری دموکراتیک عربی صحرا
جمهوری دموکراتیک عربی صحرا (به عربی: الجمهوریة العربیة الصحراویة الدیمقراطیة) (به اسپانیایی: República Árabe Saharaui Democrática)، نام دولتی است که از ۱۹۷۶ و از سوی جبهه پولیساریو داعیهٔ حکومت بر صحرای غربی (مستعمرهٔ پیشین اسپانیا) را دارد. هم‌اکنون جمهوری صحرا تنها بر ۲۰ تا ۲۵ درصد از سرزمین‌های مورد ادعایش چیرگی دارد. بخشی از سرزمین‌های مورد ادعای این دولت، مورد ادعا و کنترل مراکش است و دولت مراکش آن را «استان جنوبی» می‌خواند.
سازمان ملل از سال ۱۹۹۱ مأمور شده است تا همه‌پرسی‌ای در این منطقه برگزار کند تا خواستهٔ اصلی مردمان این منطقه بابت استقلال یا باقی ماندن تحت حکومت مراکش مشخص شود؛ اما برگزاری این همه‌پرسی تا کنون به‌دلیل کارشکنی‌های گوناگون انجام نپذیرفته است. زبان‌های رسمی این کشور عربی و اسپانیایی هستند و همچنین زبان‌های بربری، پرتغالی و فرانسوی نیز در میان مردم رایج است.

## روزهای ملی
| تاریخ    | نام                          | رویداد                                               |
| -------- | ---------------------------- | ---------------------------------------------------- |
| ۲۷ فوریه | روز استقلال                  | به مناسبت اعلام استقلال در ۱۹۷۶                      |
| ۱۰ مه    | تأسیس جبهه پولیساریو در ۱۹۷۳ |                                                      |
| ۲۰ مه    | انقلاب ۲۰ مه                 | آغاز درگیری‌های مسلحانه با اسپانیا در ۱۹۷۳            |
| ۵ ژوئن   | روز سر به نیست کردن          | به یادبود ناپدیدشدگان به دست حکومت مراکش             |
| ۹ ژوئن   | روز شهیدان                   | روز کشته‌شدن الوالی مصطفی السید نخستین رئیس‌جمهور صحرا |
| ۱۷ ژوئن  | شورش زملا                    | شورش در العیون در ۱۹۷۰                               |
| ۱۲ اکتبر | روز اتحاد ملی                | بزرگداشت کنفرانس ۱۹۷۵ در عین بن تیلی                 |